# Costantino II di Cachezia
Costantino II di Cachezia, in georgiano კონსტანტინე II?, noto anche come Mahmād Qulī Khān,  in georgiano მაჰმად ყული-ხანი? (Isfahan, ... – Bezhanbagh, 28 dicembre 1732), è stato re di Cachezia dal 1722 al 1732 sotto la protezione della dinastia safavide dell'Iran.

## Biografia
Costantino era figlio di re Eraclio I di Cachezia e di una concubina nacque in Persia e venne creasciuto alla corte safavide con fede musulmana. Nel 1703, lo scià di Persia Husayn lo nominò darugha (prefetto) della capitale di Isfahan. Nel 1722, venne confermato dallo scià al ruolo di re di Cachezia dopo la morte di suo fratello maggiore Davide II (Imām Qulī Khān). Nel contempo egli ottenne il governatorato di Erevan, Ganja e Karabakh. Si scontrò di frequente con il regnante a lui vicino e parente, Vakhtang VI di Cartalia, che il governo persiano dichiarò deposto nel 1723. Per ordine dello scià, Costantino marciò per prendere il controllo della capitale di Vakhtang, Tbilisi. Il 4 maggio 1723, riuscì a catturare la città, ma non riuscì a scacciare Vakhtang e suo figlio Bakar dalla provincia di Shida Kartli. Nel frattempo, l'esercito ottomano invase le terre della Georgia per eliminare la locale egemonia persiana. Costantino tentò di negoziare col comandante ottomano Ibrahim-Pasha e si arrese a Tbilisi il 12 giugno 1723. Ad ogni modo, Vakhtang VI riuscì a corrompere Ibrahim-Pasha che installò il principe Bakar come governatore della Cartalia ed arrestò Costantino. Ben presto, Bakar cospirò con Costantino, suo ex rivale, contro gli ottomani e la loro egemonia e lo aiutò a raggiungere la Cachezia. Una rivolta popolare fallì e Bakar dovette unirsi a suo padre Vakhtang VI nel suo esilio in Russia dal 1724. Costantino si ritirò nelle montagne dove guidò la resistenza contro i turchi. Nel 1725 riuscì a ristabilire la propria sovranità in Cachezia ed a siglare una pace con gli ottomani che lo riconobbero come sovrano in cambio della sua conversione all'islam sunnita ed al pagamento di un tributo annuale.
All'inizio degli anni '30 del Settecento, quando Nadir Khan Afshar fece pressioni per far rivivere la grandezza dell'Impero persiano, Costantino fece il passo fatale di rompere la sua amicizia coi turchi. Venne assassinato per ordine del sultano a Bezhanbagh il 28 dicembre 28, 1732, nel corso dei negoziati con Yusuf pascià di Akhaltsikhe, comandante delle truppe ottomane che invadevano la regione. I turchi concessero il trono a suo fratello Teimuraz II, di fede cristiana.

## Famiglia
Costantino sposò Perejan-Begum, figlia di Shamkal, dalla quale ebbe un figlio, Bagrat, del quale poi nulla più si seppe.